# Отрадовка (Ростовская область)
Отра́довка — село в Азовском районе Ростовской области. Административный центр Отрадовского сельского поселения. Основано в 1822 году.

## География
Село находится на расстоянии 70 км (по дорогам) к юго-западу от города Азов, административного центра района. В 5 км от села протекает река Ея, по которой проходит граница с Краснодарским краем.

## Население
| 1989 | 2002 | 2010 |
| ---- | ---- | ---- |
| 812  | ↘810 | ↘726 |

## Улицы
| - пер. Веселый, - ул. Курышко, - пер. Майский, - пер. Мирный, | - пер. Полевой, - ул. Проценко, - пер. Рабочий, - ул. Речная, | - ул. Рыбацкая, - пер. Советско-Дарский, - ул. Строительная, - пер. Школьный. |

## Известные уроженцы
- Курышко, Пётр Васильевич (1894—1921) — советский военный деятель, начдив.

## Достопримечательности
Территория села Отрадовка окружена археологическими объектами, которые признаны памятниками архитектуры. Объекты охраняются государством согласно Решению Малого Совета облсовета № 301 от 18 ноября 1992 года, они обладают местной категорией охраны.
- Курган «Отрадовка-1» — памятник археологии, который расположен на расстоянии 1,5 километров южнее села Отрадовка[5].
- Курган «Отрадовка-3» — памятник археологии, территория которого расположена в 6 километрах в южном направлении от села Отрадовка[6].
- Курганный могильник «Отрадовка-2» (2 насыпи) — памятник археологии, который располагается на расстоянии 3,5 километров южнее села Отрадовка[7].
- Курганный могильник «Царев-дар-1» (2 насыпи) — археологический памятник, который расположен на 3 километров южнее села Отрадовка[8].
- Курган «Мечетка-2» — памятник археологии, расположен на 2,5 километров северо-западнее территории села Отрадовка[9].
- Курган «Отрадовка-4» — памятник археологии. Его территория расположена на расстоянии 2 километров в южном направлении от села Отрадовка[10].